# Accident aérien de Rachecourt
L'accident aérien de Rachecourt est une collision en vol entre deux bombardiers de la Seconde guerre mondiale : un Avro Lancaster et un Handley Page Halifax, qui eut lieu le 31 mars 1944, non loin du village belge de Rachecourt, dans la province de Luxembourg (actuellement sur le territoire de la ville d'Aubange).

## Contexte
La collision eut lieu lors du retour d'un bombardement sur Nuremberg. La formation compte alors 693 bombardiers sur les 898 ayant décollé de Leeming.

## Bilan
Les deux appareils furent totalement détruits et les débris furent éparpillés sur plusieurs kilomètres. Seule une personne a survécu: le mitrailleur de queue de l'Halifax, le sous-lieutenant James Moffat.